# Teatro comunale Giacomo Leopardi
Il Teatro Comunale Giacomo Leopardi è l'unico teatro di San Ginesio, paese della provincia di Macerata. Intitolato al poeta marchigiano Giacomo Leopardi, si trova all'interno dell'ex palazzo Defensoriale del Comune.

## Storia

### Le premesse
La storia teatrale di San Ginesio nasce intorno alla metà del XIV secolo, quando il Comune controllato dai Da Varano fece costruire una struttura lignea nell'attuale piazza Alberico Gentili. In vista dei festeggiamenti di Genesio di Roma, santo patrono del paese, erano presenti numerosi giullari, pagati dal Comune secondo gli statuti redatti nel 1327. Intorno alla metà del XV secolo, i giullari scomparvero per lasciare spazio a musici e cantanti, che trasformarono il paese in un centro di aggregazione. Nel 1457, per volere dell'allora cardinale Rodrigo Borgia, il numero dei musicisti aumentò senza mai smettere fino al primo decennio del XVI secolo, a causa delle guerre e della diffusione della peste nera. Nel 1547 venne costruito un anfiteatro ligneo nella piazza centrale ritenuto dagli storici una struttura fissa e duratura. A sostegno di ciò, nel 1555 venne stampata a Venezia "La Medea tragedia di Messer Adriano Alleve da Sanginesi recitata nel teatro eretto nella piazza centrale di Sanginesi l'anno 1547" da Francesco Marcolini.
Nella seconda metà del XVIII secolo iniziò la raccolta pubblica di componimenti poetici laici e religiosi, come "San Maurizio e compagni martiri", realizzato dalla famiglia nobile ginesina Onofri e scritto per accompagnare il Santissimo Crocifisso ligneo del paese durante il trasloco di posizione nella Pieve Collegiata. Dopo che lo Stato Pontificio riprese il controllo dei territori della Repubblica Romana, nacquero i primi problemi di ordine pubblico, tra cui rientrò anche il teatro: il gonfaloniere di San Ginesio, il Delegato apostolico di Macerata e il Segretario di Stato Ercole Consalvi, non si misero d'accordo per le interpretazioni teatrali, iniziando uno scambio letterario che portò l'attività teatrale, tra il 1822 e il 1826, ad essere quasi nulla. Una leggere ripresa avvenne con la stesura del Regolamento per il Teatro il 7 gennaio 1826, che sanciva numerose regole, tra cui il divieto di mangiare cibi e carni e di introdurre vini, il divieto di entrare armati o senza biglietto, il divieto di insultare i comici, la separazione del pubblico maschile con quello femminile e l'obbligo di richiedere all'autorità cittadina una richiesta in caso di un bis della scena.

### L'attuale teatro

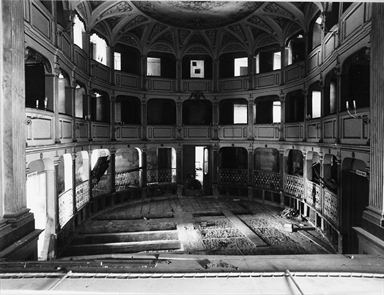
L'interno del teatro durante un restauro della fine del XX secolo

Il teatro venne costruito nel XIX secolo, più precisamente dal 1874 al 1875, dopo che il 21 settembre 1873 venne deliberata dall'amministrazione comunale la sua costruzione. Ubicato nel luogo dell'ex palazzo defensoriale del Comune demolito nel 1860, luogo amministrativo del paese fino all'avvento dell'Unita d'Italia e dell'espropriazione dei beni ecclesiastici, prima di essere collocato nell'edificio, scelto perché presentava alcuni errori tecnici non precisati, venne costruito un teatro provvisorio conosciuto come "Teatro delle Comedie" dall'ingegnere Dionisio Frapiccini nel 1855. Nel 1863 su disegno dell’ingegnere G. Filippucci riprogettò la ricostruzione del palazzo, ma nel 1873, si decise di realizzazione un piano superiore. Il teatro venne inaugurato il 18 agosto del 1877 con l'opera “Addina, le Nozze in Pasquella”, scritta da Alfonso Leopardi e musicata dal ginesino Vincenzo Bruti.
Ampliato e risistemato negli anni 1960, nel 1992 inizia il suo restauro dopo un periodo di decadenza, che si concluse ben 10 anni dopo, ovvero nel 2002. Durante il restauro, precisamente il 26 settembre 1997, a seguito del terremoto che colpì Marche e Umbria, subì leggeri danni. I lavori a ristrutturazione vennero affidati a due maceratesi: la ristrutturazione all'ingegnere Giovanni Guaitini, mentre per la restaurazione delle opere a Luigi Pisani. Conclusi i lavori, venne nuovamente inaugurato il 18 dicembre 2005.
Il teatro, intitolato al poeta recanatese Giacomo Leopardi, è inagibile a causa del terremoto del Centro Italia del 2016 e del 2017 e l'importo per i lavori ammonta a 1 650 000 €. Il terremoto ha causato numerose lesioni nella muratura, tra cui quella del vano scala della facciata ovest. I controsoffitti dei solai sono distaccati, gli archi del loggiato esterno del palazzo sono lesionati, soprattutto quelli posti negli angoli, e le intersezioni murarie mancano di resistenza strutturale. Nell'aprile del 2022, come comunicato sulla pagina ufficiale Facebook del Comune, il teatro è uno dei candidati d entrare nel patrimonio culturale dell'UNESCO. Il 4 gennaio 2023 il Comune ha deliberato la spesa complessiva per la sua riparazione e per il miglioramento sismico dal valore di 1 748 316,68 €.

## Stile

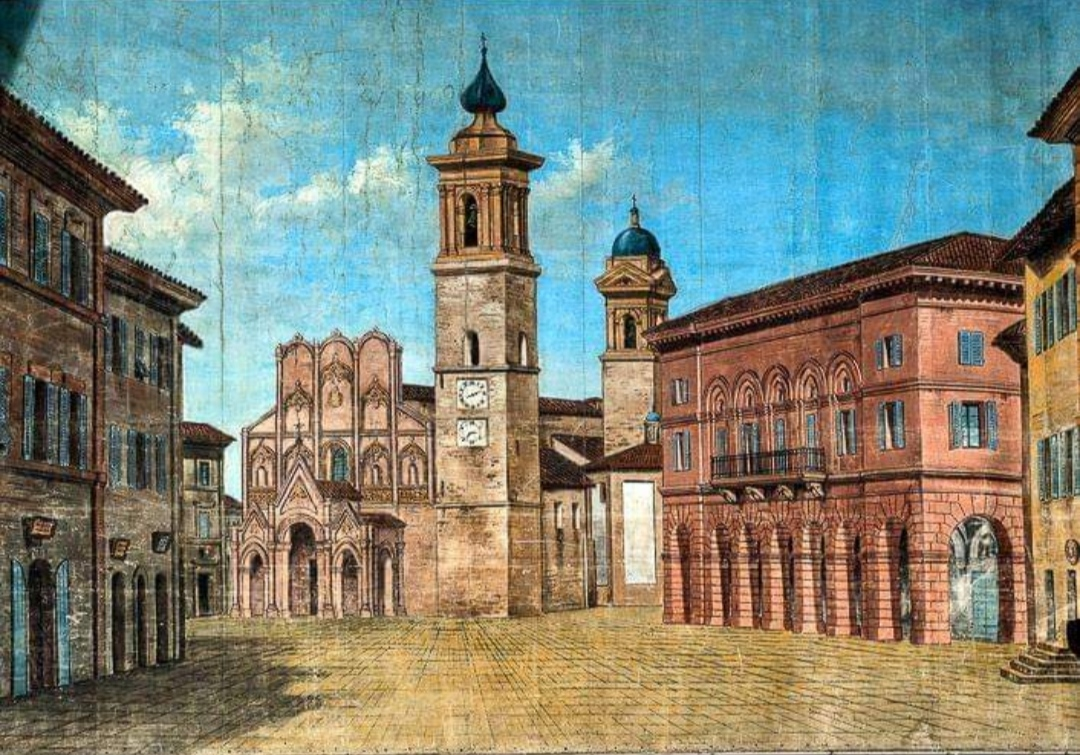
Decorazione del palcoscenico di Enrico Andreani. Ben riconoscibili sono la Pieve Collegiata (centro) e l'esterno del teatro (destra)

L'esterno presenta uno stile ottocentesco e il suo interno è decorato dalle opere di Pietro Giovannetti di Santa Vittoria in Matenano e del ginesino Guglielmo Ciarlantini, mentre il palcoscenico è opera di Enrico Andreani di Ancona. La sala, è strutturata come fosse un ferro di cavallo e presenta preziose dorature in oro su scorniciature e capitelli. L’argano del lampadario è ancora funzionante. L'arredo segue i cromatismi della struttura, tra cui lo stemma comunale posto sopra l'ingresso, mentre le poltrone e il sipario sono stati realizzati dalla Poltrona Frau.